# Pseudobunaea alinda
Pseudobunaea alinda är en fjärilsart som beskrevs av Dru Drury 1870. Pseudobunaea alinda ingår i släktet Pseudobunaea och familjen påfågelsspinnare. Inga underarter finns listade i Catalogue of Life.